# 橋本靖明
橋本 靖明（はしもと やすあき）は、日本の軍事学者、防衛省防衛研究所主任研究官。専門分野は国際法、安全保障法制。九州の戦国大名である龍造寺山城守隆信、豊臣政権の大名である龍造寺侍従政家、徳川秀忠に仕えた龍造寺駿河守高房、その子龍造寺伯庵季明の末裔。

## 略歴
1978年 宇都宮大学普通科卒業。
1983年 金沢大学法文学部卒業（法学士）。
1987年 慶応義塾大学大学院修士課程修了(法学修士)
1996年 ライデン大学博士候補。
防衛研究所助手、所員、主任研究官、研究調整官、政治・法制研究室長、政策研究部長等を経て現職。

### 委員会歴
2013年 - 2014年 宇宙政策委員会委員。
2013年 - 2016年 International Institute of Space Law理事。